# 松树乡 (民和县)
松树乡，是中华人民共和国青海省海东市民和回族土族自治县下辖的一个乡镇级行政单位。

## 行政区划
松树乡下辖以下地区：
崖湾村、路家堡村、加仁村、百姓村、松树村、店子村、湖拉海村和牙合村。